# Космически лъчи
Космическите лъчи са поток от елементарни частици и ядра на атоми на химически елементи, които навлизат в земната атмосфера от космическото пространство. Тяхната честота е от 1021 до 1024 херца (от 1 зетахерц до 1 йотахерц). .

## Класификация и характеристики
Космическите лъчи могат да бъдат извън нашата Галактика, в Галактиката, Слънцето или в междупланетното пространство. Те се разделят на първични и вторични.
Първични се галактичните и извънгалактичните космически лъчи. Те са изотропен поток, който се движи в пространството със скорост, близка до тази на светлината и е постоянен във времето.
Вторичните космически лъчи са резултат от взаимодействието на първичните космически лъчи с ядрата на газовете в земната атмосфера.
Космическите лъчи са съставки на естествената радиация (фонова радиация) на повърхността на Земята и в атмосферата.
До развитието на ускорителната техника космическите лъчи са били единствен източник на елементарни частици с висока енергия. Така, позитронът и мюонът са били открити първо в космическите лъчи.
Енергийният спектър на космическите лъчи се състои 43 % от енергия на протони, 23 % – от енергия на хелий (алфа-частици) и 34 % – от енергия, преносима от останалите частици.  Диференциалният енергиен спектър на космическите лъчи, показан на фигурата, носи степенен характер – наклонената права в двоен логаритмичен мащаб. Най-малка енергия имат слънчевите лъчи – жълтата зона, средна енергии – галактичните лъчи, синята зона, най-голяма енергия – извънгалактичните лъчи, пурпурната зона.
По количество частици космическите лъчи се състоят 92 % от протони, 6 % – ядра на хелий, около 1 % са по-тежки елементи, и около 1 % – електрони . При изучаване източниците на космически лъчи извън Слънчевата система протонно-ядрената компонента основно се открива по създадения от нея поток от гама-лъчи чрез орбитални гама-телескопи, а електронната компонента – по породеното от нея синхротронно излъчване, което се отнася към радиодиапазона (в частност, на метрови вълни – при излъчване в магнитното поле на междузвездната среда), а при силни магнитни полета в района на източника на космически лъчи – и на по-високочестотни диапазони. Затова електронната компонента може да се открива и с наземни астрономически инструменти .
Продължителното излагане на високи дози космическа радиация може да разкъса молекулите на ДНК, да увреди биологичната тъкан, да увеличи риска от рак, катаракта и репродуктивни проблеми, както и да възпрепятства неврогенезата – процеса на образуване на нови мозъчни клетки.